# Piptochaetium medium
Piptochaetium medium är en gräsart som först beskrevs av Carlos Luis Spegazzini, och fick sitt nu gällande namn av Maria Amelia Torres. Piptochaetium medium ingår i släktet Piptochaetium och familjen gräs. Inga underarter finns listade i Catalogue of Life.